# Дехтице (район Трнава)
Дехтице (словац. Dechtice) — село и одноимённая община в районе Трнава Трнавского края Словакии. В письменных источниках начинает упоминаться с 1258 года.

## География
Село расположено в западной части края, в долине Малых Карпат, при автодороге 502. Абсолютная высота — 182 метров над уровнем моря. Площадь муниципалитета составляет 19,46 км². В селе есть римско-католическая Церковь Всех Святых, построенная в 1172 году.

## Население
По данным последней официальной переписи 2011 года, численность населения селa составляла 1869 человек.
Динамика численности населения общины по годам:
| Год:                | 1994 | 2004    | 2014    | 2024    |
| ------------------- | ---- | ------- | ------- | ------- |
| Количество человек: | 1760 | 1796    | 1868    | 1721    |
| Разница:            |      | +2,04 % | +4,00 % | −7,86 % |

Национальный состав населения (по данным переписи населения 2011 года):
| Национальность | Численность, человек |
| -------------- | -------------------- |
| словаки        | 1798                 |
| венгры         | 3                    |
| цыгане         | 1                    |
| русины         | 1                    |
| чехи           | 3                    |
| русские        | 2                    |
| другие         | 1                    |
| не указана     | 56                   |